# 슈판세
슈판세는 외환 거래에 매기는 세금이다. 1996년 파울 베른트 슈판 독일 괴테대 교수는 평상시와 환율 변동이 심한 시기에 세율을 다르게 하는 방안을 제안하여, 2006년 벨기에에 적용되었다.

## 같이 보기
- 토빈세